# Aguasanta Erminy
María de Aguas Santas Erminy Sánchez (Aguasanta Ermini) nació en Caracas Distrito Capital – Venezuela el 3 de agosto de 1961 es una modelo venezolana que durante los años ochenta y noventa del siglo XX participó en más de 200 anuncios en la televisión venezolana.

## Reseña biográfica
Aguasanta Ermini nació el 3 de agosto de 1961 en Caracas, estudio Comunicación Social en la Universidad Católica Andrés Bello (UCAB). Aguasanta se inicia como modelo en la agencia de modelos de Mariela Centeno, durante su carrera como modelo participó en más 200 comerciales de televisión, así como su imagen apareció en numerosas revistas, prensa, calendarios y vallas publicitarias, fue la imagen publicitarias de diversos productos entre los que se encuentran, pantalones, bebidas, refrescos, tarjetas de crédito, etc. Además de Venezuela realizó comerciales en Japón, Estados Unidos, Brasil, México y Puerto Rico.
La fama de esta modelo fue tal que el Premio Meridiano de Oro creo una categoría Mejor Modelo para premiar su formidable carrera. En la actualidad Erminy en sociedad con su antigua manager Mariela Centeno posee una agencia de modelaje y producciones en la ciudad de Miami, Florida, Estados Unidos.

### Videos
- YouTube: Comercial Maltín Polar 1990
- Dailymotion: Aguasanta Comercial Pantalones Olímpico
- hi5 Mariela Centeno fotos: Aguasanta la Top de los 80 y 90
- Youtube: Refresco Laim Free - 1990

- Datos: Q3238069